# Francia labdarúgó-szövetség
Francia labdarúgó-szövetség (FFF) (Franciául: Fédération Française de Football) irányít.

## Történelme
1918-ban az öt, magát önálló szövetségnek tekintett szervezet helyett megalakult a tényleges szövetség. Fő feladata a nemzetközi kapcsolatokon kívül, a  Francia labdarúgó-válogatott férfi és női ágának, a korosztályos válogatottak, illetve a nemzeti bajnokság szervezése, irányítása. A működést biztosító bizottságai közül a Játékvezető Bizottság (JB) felelős a játékvezetők utánpótlásáért, elméleti (teszt) és cooper (fizikai) képzéséért. A professzionalizmust 1932-ben vezették be és felállították a ligát. FIFA-tagság: 1904-től számítódik, mivel a Nemzetközi Labdarúgó-szövetség egyik alapítója. 1954-ben az Európai Labdarúgó-szövetség (UEFA) alapító tagja. 1998-ban először, majd 2018-ban másodszor is megnyerte a FIFA labdarúgó világbajnokságot.

## Elnökök
- Jean-Pierre Escalettes (2005–)
- Noël Le Graët
- Gervais Martel
- Jacques Rousselot
- Fernand Duchaussoy
- Christian Teinturier
- Jacques Léger
- Marc Riolacci
- Frédéric Thiriez
- Bernard Désumer
- Henri Monteil
- Guy Chambily
- Bernard Saules
- René Charrier
- Lilian Thuram
- Marilou Duringer-Erckert
- Pierre Rochcongar
- François Ponthieu
- Jean-Marc Puissesseau
- Jacques Thébault
- Jean-Marie Lawniczak